# Quod non est in actis non est in mundo
Quod non est in actis non est in mundo è un brocardo che si traduce con "Ciò che non esiste negli atti [del processo] non esiste nel mondo". La locuzione richiama il principio secondo cui il giudice, nel decidere, deve tenere conto esclusivamente di quanto risulta dagli atti del processo, ignorando tutto il resto.